# Releza
Releza este un sat din municipiul Podgorica, Muntenegru. Conform datelor de la recensământul din 2003, localitatea are 5 locuitori (la recensământul din 1991 erau 7 locuitori).

## Demografie
În satul Releza locuiesc 5 persoane adulte, iar vârsta medie a populației este de 65,1 de ani (67,0 la bărbați și 63,8 la femei). În localitate sunt 2 gospodării, iar numărul mediu de membri în gospodărie este de 2,50.
|  |

| Demografie | Demografie | Demografie |
| An         | Locuitori  | Locuitori  |
| ---------- | ---------- | ---------- |
|            |            |            |
|            |            |            |
|            |            |            |
|            |            |            |
| 1948       | 116        |            |
| 1953       | 83         |            |
| 1961       | 43         |            |
| 1971       | 43         |            |
| 1981       | 21         |            |
| 1991       | 7          | 7          |
| 2003       | 5          | 5          |

| \| Componența etnică conform recensământului din 2003[2] \| Componența etnică conform recensământului din 2003[2] \| Componența etnică conform recensământului din 2003[2] \| Componența etnică conform recensământului din 2003[2] \| Componența etnică conform recensământului din 2003[2] \| \| ----------------------------------------------------- \| ----------------------------------------------------- \| ----------------------------------------------------- \| ----------------------------------------------------- \| ----------------------------------------------------- \| \| \| \| \| \| \| \| Muntenegreni \| Muntenegreni \| \| 4 \| 80% \| \| necunoscută \| necunoscută \| \| 1 \| 20% \| |              |  |   |     |
| Componența etnică conform recensământului din 2003 |              |  |   |     |
| |              |  |   |     |
| Muntenegreni | Muntenegreni |  | 4 | 80% |
| necunoscută | necunoscută  |  | 1 | 20% |